# Ronde van Groot-Brittannië 2005
De Ronde van Groot-Brittannië 2005 (Engels: Tour of Britain 2005) werd gehouden van dinsdag 30 augustus tot en met zondag 4 september in Groot-Brittannië. Het was de tweede editie van deze wielerkoers onder deze naam.

## Startlijst
| Quick Step-Innergetic | T-Mobile | Team CSC |
| - 1. Michael Rogers - 2. Davide Bramati - 3. Wilfried Cretskens - 4. Nick Nuyens - 5. Luca Paolini - 6. Ivan Santaromita         | - 11. Eric Baumann - 12. Bastiaan Giling - 13. Sergej Ivanov - 14. Bram Schmitz - 15. Tobias Steinhauser - 16. Steffen Wesemann          | - 21. Kurt-Asle Arvesen - 22. Michael Blaudzun - 23. Thomas Bruun Eriksen - 24. Chris Anker Sørensen - 25. Lars Michaelsen - 26. Luke Roberts    |
| Recycling.co.uk/Litespeed | Chocolade Jacques T-Interim | MrBookmaker-Sports Tech |
| - 31. Russell Downing - 32. Dean Downing - 33. Robert Hayles - 34. Paul Manning - 35. Chris Newton - 36. Robin Sharman           | - 41. Matthew Gilmore - 42. Iljo Keisse - 43. Wesley Van der Linden - 44. Kevin Van Impe - 45. Frederik Veuchelen - 46. Frederik Willems | - 51. Ben Day - 52. Frédéric Gabriel - 53. Jeremy Hunt - 54. Christoph Roodhooft - 55. Erwin Thijs - 56. Tom Vannoppen                           |
| Great Britain | Navigators Insurance | Scotland |
| - 61. Tom White - 62. Mark Cavindish - 63. Edward Clancy - 64. Kieran Page - 65. Geraint Thomas - 66. Roger Hammond              | - 71. Siro Camponogara - 72. Hilton Clarke - 73. Peter Mazur - 74. Jonathon Clarke - 75. Ciarán Power - 76. Phil Zajicek                 | - 81. Duncan Urquhart - 82. Alex Coutts - 83. Gary Hand - 84. James McCallum - 85. Evan Oliphant - 86. David Smith                               |
| Comunidad Valenciana-Kelme | Barloworld-Valsir | Landbouwkrediet Colnago |
| - 91. Javier Cherro - 92. Juan Gomis - 93. José Luis Martínez - 94. David Muñoz - 95. Antonio Olmo - 96. Manuel Lloret           | - 101. Tom Southam - 102. Alfred Green - 103. Ryan Cox - 104. Enrico Degano - 105. David George - 106. Sean Sullivan                     | - 111. Thierry De Groote - 112. Tony Bracke - 113. Bert De Waele - 114. Jurgen Van De Walle - 115. Jean-Claude Lebeau - 116. James Vanlandschoot |
| DFL Driving Force Logistics | Ireland | Bridgestone Anchor |
| - 121. Yanto Barker - 122. Ryan Connor - 123. Phillip Dixon - 124. Paul Healion - 125. Martin Ford - 126. Ben Hallam             | - 131. Roger Aiken - 132. Thomas Evans - 133. Paul Griffin - 134. David McCann - 135. Eugene Moriarty - 136. Paudi O'Brien               | - 141. Koji Fukushima - 142. Shinichi Fukushima - 143. Kazuo Inoue - 144. Takashi Miyazawa - 145. Junya Sano - 146. Takehiro Mizutani            |
| Wales | | |
| - 151. Julian Winn - 152. Dale Appleby - 153. Jamie Norfolk - 154. Robert Partridge - 155. Steven Roach - 156. Matthew Brammeier | | |

## Klassementsleiders
| Etappe    | Algemeen    | Punten       | Berg          | Sprint        | Ploegen        |
| 1         | Nick Nuyens | Nick Nuyens  | Nick Nuyens   | Eric Baumann  | MrBookmaker-ST |
| 2         | Nick Nuyens | Jeremy Hunt  | Robin Sharman | Roger Hammond | MrBookmaker-ST |
| 3         | Nick Nuyens | Luca Paolini | Julian Winn   | Eric Baumann  | Quick Step     |
| 4         | Nick Nuyens | Luca Paolini | Julian Winn   | Eric Baumann  | T-Mobile Team  |
| 5         | Nick Nuyens | Luca Paolini | Julian Winn   | Eric Baumann  | T-Mobile Team  |
| Eindstand | Nick Nuyens | Luca Paolini | Julian Winn   | Eric Baumann  | T-Mobile Team  |

## Etappe-uitslagen

### 1e etappe
| Glasgow – Castle Douglas (185 km) |                  |                          |          |
| Plaats                            | Naam             | Ploeg                    | Tijd     |
| Winnaar                           | Nick Nuyens      | QuickStep-Innergetic     | 4u24'32" |
| 2                                 | Michael Blaudzun | Team CSC                 | +00' 02" |
| 3                                 | Jeremy Hunt      | Mr Bookmaker-Sports Tech | +00' 03" |

### 2e etappe
| Carlisle – Blackpool (160 km) |                |                           |          |
| Plaats                        | Naam           | Ploeg                     | Tijd     |
| Winnaar                       | Roger Hammond  | Groot-Brittannië          | 3u58'48" |
| 2                             | Robin Sharman  | Recycling.co.uk/Litespeed | +00' 05" |
| 3                             | Mark Cavendish | Groot-Brittannië          | +00' 10" |

### 3e etappe
| Leeds – Sheffield (160 km) |                 |                           |          |
| Plaats                     | Naam            | Ploeg                     | Tijd     |
| Winnaar                    | Luca Paolini    | Quick Step-Innergetic     | 4u27'24" |
| 2                          | Bram Schmitz    | T-Mobile                  | z.t.     |
| 3                          | Russell Downing | Recycling.co.uk/Litespeed | +00' 02" |

### 4e etappe
| Buxton – Nottingham (195 km) |               |                    |          |
| Plaats                       | Naam          | Ploeg              | Tijd     |
| Winnaar                      | Sergej Ivanov | T-Mobile           | 4u24'17" |
| 2                            | Evan Oliphant | Schotland          | z.t.     |
| 3                            | Kazuo Inoue   | Bridgestone Anchor | z.t.     |

### 5e etappe
| Birmingham – Birmingham (individuele tijdrit over 4 km) |                   |                      |          |
| Plaats                                                  | Naam              | Ploeg                | Tijd     |
| Winnaar                                                 | Nick Nuyens       | QuickStep-Innergetic | 04'54"06 |
| 2                                                       | Kurt-Asle Arvesen | Team CSC             | +00" 75  |
| 3                                                       | Michael Blaudzun  | Team CSC             | +01" 21  |

### 6e etappe
| Londen – Londen (60 km) |               |                       |          |
| Plaats                  | Naam          | Ploeg                 | Tijd     |
| Winnaar                 | Luca Paolini  | Quick Step-Innergetic | 1u30'54" |
| 2                       | Enrico Degano | Barloworld            | z.t.     |
| 3                       | Roger Hammond | Groot-Brittannië      | z.t.     |

## Eindklassementen
| Plaats    | Naam                | Ploeg                       | Tijd      |
| --------- | ------------------- | --------------------------- | --------- |
| Gele trui | Nick Nuyens         | QuickStep-Innergetic        | 19u04'32" |
| 2         | Michael Blaudzun    | Team CSC                    | +00' 08"  |
| 3         | Javier Cherro       | Comunidad Valenciana-K      | +00' 22"  |
| 4         | Phil Zajicek        | Navigators Insurance        | +00' 33"  |
| 5         | Ben Day             | Mr Bookmaker-Sports Tech    | +00' 35"  |
| 6         | Frederik Veuchelen  | Chocolade Jacques T         | +00' 39"  |
| 7         | Michael Rogers      | QuickStep-Innergetic        | +01' 09"  |
| 8         | Jurgen Van De Walle | Landbouwkrediet-Colnago     | +01' 20"  |
| 9         | Yanto Barker        | DFL Driving Force Logistics | +01' 24"  |
| 10        | Erwin Thijs         | Mr Bookmaker-Sports Tech    | +01' 28"  |
|           |                     |                             |           |
| 16        | Bas Giling          | T-Mobile                    | +02' 54"  |

| Plaats      | Naam          | Ploeg                  | Punten |
| ----------- | ------------- | ---------------------- | ------ |
| Groene trui | Luca Paolini  | Quick Step-Innergetic  | 62     |
| 2           | Nick Nuyens   | Quick Step-Innergetic  | 49     |
| 3           | Javier Cherro | Comunidad Valenciana-K | 36     |

| Plaats    | Naam               | Ploeg                  | Punten |
| --------- | ------------------ | ---------------------- | ------ |
| Rode trui | Julian Winn        | Wales                  | 32     |
| 2         | Ryan Cox           | Barloworld-Valsir      | 26     |
| 3         | José Luis Martínez | Comunidad Valenciana-K | 15     |

| Plaats     | Naam          | Ploeg            | Punten |
| ---------- | ------------- | ---------------- | ------ |
| Witte trui | Eric Baumann  | T-Mobile         | 26     |
| 2          | Evan Oliphant | Schotland        | 20     |
| 3          | Roger Hammond | Groot-Brittannië | 15     |

| Plaats | Ploeg                      | Tijd      |
| ------ | -------------------------- | --------- |
|        | T-Mobile                   | 57u04'30" |
| 2      | Quick Step-Innergetic      | +08' 25"  |
| 3      | Comunidad Valenciana-Kelme | +10' 42"  |

## Uitvallers

### 1e etappe
- Christoph Roodhooft (Mr Bookmaker-Sports Tech)
- David Smith (Scotland)
- Luke Roberts (Team CSC)[1]

### 2e etappe
- Manuel Lloret (Comunidad Valenciana)

### 3e etappe
- Roger Aiken (Ireland)[2]

### 4e etappe
- Jeremy Hunt (Mr Bookmaker-Sports Tech)
- Jean-Claude Lebeau (Landbouwkrediet-Colnago)
- Junya Sano (Bridgestone Anchor)

### 6e etappe
- Frédéric Gabriel (Mr Bookmaker-Sports Tech)
- Alfred Green (Barloworld-Valsir)

1987 · 
1988 · 
1989 · 
1990 · 
1991 · 
1992 · 
1993 · 
1994 · 
1995 · 
1996 · 
1997 · 
1998 · 
1999 · 
2000 · 
2001 · 
2002 · 
2003 · 
2004 · 
2005 · 
2006 · 
2007 · 
2008 · 
2009 · 
2010 · 
2011 · 
2012 · 
2013 · 
2014 · 
2015 · 
2016 ·
2017 · 
2018 ·
2019 ·
2020 · 
2021 · 
2022 · 
2023 · 
2024 ·